# 4619 Polyakhova
4619 Polyakhova (1977 RB7) là một tiểu hành tinh vành đai chính được phát hiện ngày 11 tháng 9 năm 1977 bởi N. S. Chernykh ở Nauchnyj.